# Estación de Juan de la Cierva
Juan de la Cierva es una estación de la línea 12 del Metro de Madrid ubicada en la zona central del barrio homónimo de Getafe, bajo la avenida de España. La decoración de la estación incluye una gran libélula que rinde homenaje al autogiro inventado por Juan de la Cierva.

## Historia
La estación abrió al público el 11 de abril de 2003, cuando se abrió MetroSur.
Desde el 6 de julio de 2014, la estación permaneció cerrada por obras de mejora de las instalaciones entre las estaciones de Arroyo Culebro y Los Espartales. El motivo de estas obras fue la reposición y mejora de las condiciones existentes en la plataforma de vía con una serie de trabajos de consolidación, sustitución del sistema de fijación de la vía, impermeabilización del túnel e incremento de la capacidad de la red de drenaje. Las actuaciones permitirán que los trenes puedan duplicar su velocidad al pasar por este tramo, llegando a circular a más de 70 km/h. El servicio se restableció el 8 de septiembre de 2014.
Con motivo de las obras de conexión de línea 3 en Getafe, desde el 22 de marzo hasta el 31 de agosto de 2024, el tramo entre las estaciones de Juan de la Cierva y El Casar permaneció cerrado. Se habilitó un Servicio Especial de autobús gratuito con parada en el entorno de las estaciones afectadas.

## Accesos
Vestíbulo Juan de la Cierva
- Avenida de España, pares Avda. de España, 16
- Avenida de España, impares Avda. de España, 5
- Ascensor Avda. de España, 9

## Líneas y conexiones

### Metro
| << cabecera | < estación     | línea | estación > | cabecera >> |
| ----------- | -------------- | ----- | ---------- | ----------- |
| circular    | Getafe Central |       | El Casar   | circular    |

### Autobuses
| Diurnos |                            |                                                         |                           |
| Línea   | Destino                    | Parada                                                  | Operador                  |
| 1       | Sector III                 | 08332 Av. España-Est. Juan de la Cierva (frente N.º 14) | Avanza Movilidad Integral |
| 4       | Hospital - Perales del Río | 08332 Av. España-Est. Juan de la Cierva (frente N.º 14) | Avanza Movilidad Integral |
| 2       | Arroyo Culebro             | 08235 Av. España-Est. Juan de la Cierva (N.º 14)        | Avanza Movilidad Integral |
| 4       | Pol. Ind. Los Ángeles      | 08235 Av. España-Est. Juan de la Cierva (N.º 14)        | Avanza Movilidad Integral |

| Diurnos |                         |                                                         |                           |
| Línea   | Destino                 | Parada                                                  | Operador                  |
| 442     | Madrid (Plaza Elíptica) | 08332 Av. España-Est. Juan de la Cierva (frente N.º 14) | Avanza Movilidad Integral |
| 447     | Getafe (Hospital)       | 08332 Av. España-Est. Juan de la Cierva (frente N.º 14) | Avanza Movilidad Integral |
| 488     | Leganés (San Nicasio)   | 08332 Av. España-Est. Juan de la Cierva (frente N.º 14) | Martín, S.A.              |
| 447     | Madrid (Legazpi)        | 08235 Av. España-Est. Juan de la Cierva (N.º 14)        | Avanza Movilidad Integral |
| 488     | Getafe (Getafe Norte)   | 08235 Av. España-Est. Juan de la Cierva (N.º 14)        | Martín, S.A.              |